# Французский батальон в Корейской войне
Французский батальон в Корейской войне (фр. Bataillon français de l'ONU, BF-ONU) — батальон французских добровольцев, составленный как из лиц, состоящих на действительной службе вооружённых сил Франции, так и из резервистов, принимавший участие в составе сил ООН в Корейской войне.

## История
Генерал-лейтенант Monclar, герой Второй мировой войны и инспектор Иностранного легиона, поддержал решение начальника штаба французской армии генерала Blancа о формировании добровольческих сил, и согласился принять командование новой боевой частью. Французский батальон прибыл в Пусан 29 ноября 1950 года и поступил в оперативное подчинение 23-го пехотного полка 2-й пехотной дивизии армии США. Батальон провёл несколько успешных операций, и заслужил уважение генерала М.Риджуэя, командовавшего американской 8-й армией.
С 7 по 12 января 1951 года Французский батальон принимал участие в сражении при Вонджу, и благодаря решительной штыковой атаке смог остановить продвижение китайских войск. Благодаря американским военным корреспондентам, ведшим репортаж с театра военных действий, об этом эпизоде узнал весь мир. Затем последовали сражение в двойных туннелях (1-2 февраля 1951 года) и сражение при Чипхён-ни (3-16 февраля 1951 года). Эти бои, во время которых Батальон в течение трёх дней отражал атаки четырёх китайских дивизий, позволили американской 8-й армии подготовить решающее контрнаступление. Три недели спустя Батальон был вовлечён в бой за Высоту № 1037 (в 50 милях к востоку от Сеула), в ходе атаки и захвата которой потерял 40 человек убитыми и 200 ранеными.
Весной 1951 года Батальон пересёк 38-ю параллель в районе Хвачхона. Гибель сапёрного взвода привела к частичному разгрому Французского батальона, однако это позволило американским силам остановить новое китайское наступление. Осенью 1951 года Французский батальон принял участие в сражении за Перевал разбитых сердец, где вновь заслужил славу своей ночной атакой. В ходе боёв, длившихся около месяца, 60 французских солдат было убито и около 200 ранено.
Осенью 1952 года батальон участвовал в ожесточенных позиционных боях в Чхонвоне, остановив китайское наступление на Сеул; это стоило ему 47 человек убитыми и 144 ранеными, китайские потери в боях против батальона составляли порядка 2000 человек.
Зимой и весной 1953 года батальон участвовал в боях в районе Сеула.
После подписания перемирия в июле 1953 года Французский батальон покинул Корею.

## Награды и знаки отличия
- четыре объявления благодарности в приказе по французской армии (citations à l'Ordre de l'Armée Française)
- Цветной Почётный аксельбант Военной медали Франции,
- две Благодарности от президента Южной Кореи
- две благодарности выдающемуся соединению от США (Distinguished Unit Citation, 11 июля 1951 и 9 августа 1951)